# Quel
Quel – gmina w Hiszpanii, w prowincji La Rioja, w La Rioja, o powierzchni 54,78 km². W 2011 roku gmina liczyła 2060 mieszkańców.